# Hans-Joachim Lang
Pour les articles homonymes, voir Lang.
Hans-Joachim Lang, né le 6 août 1951 à Spire en Allemagne, est un journaliste et historien allemand, professeur honoraire d’Études des civilisations à l’université de Tübingen.

## Biographie

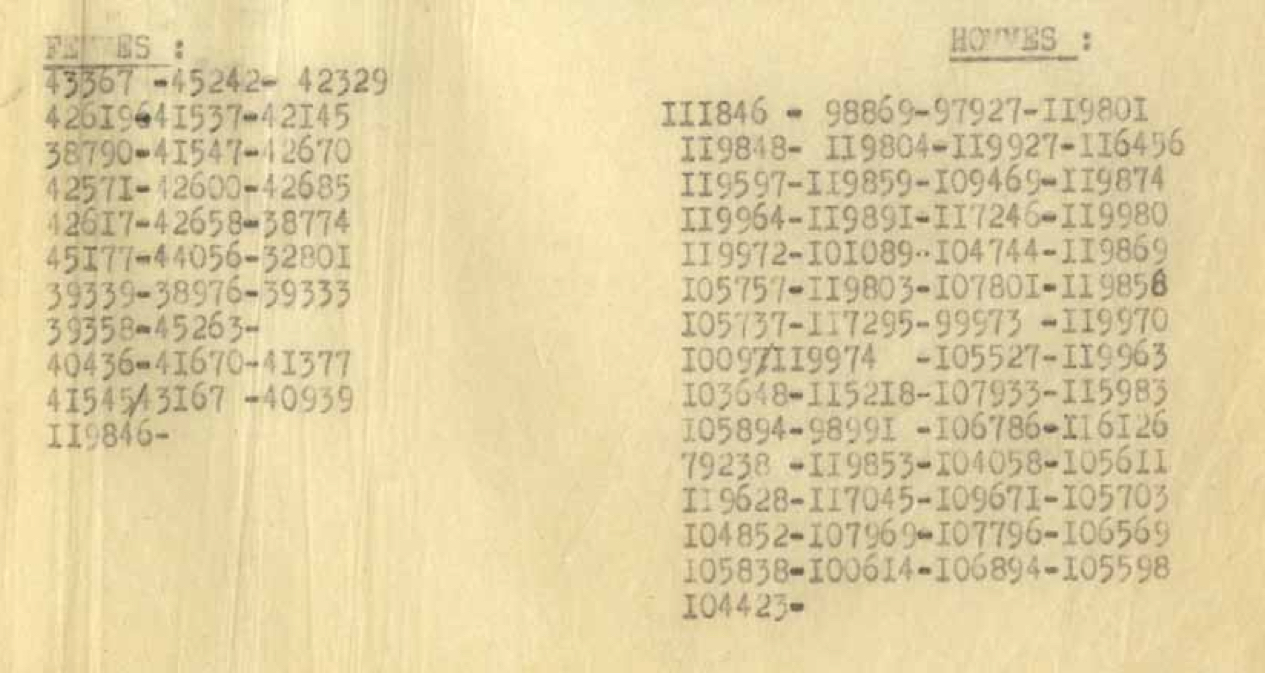
La liste des matricules relevés par Henri Henrypierre.

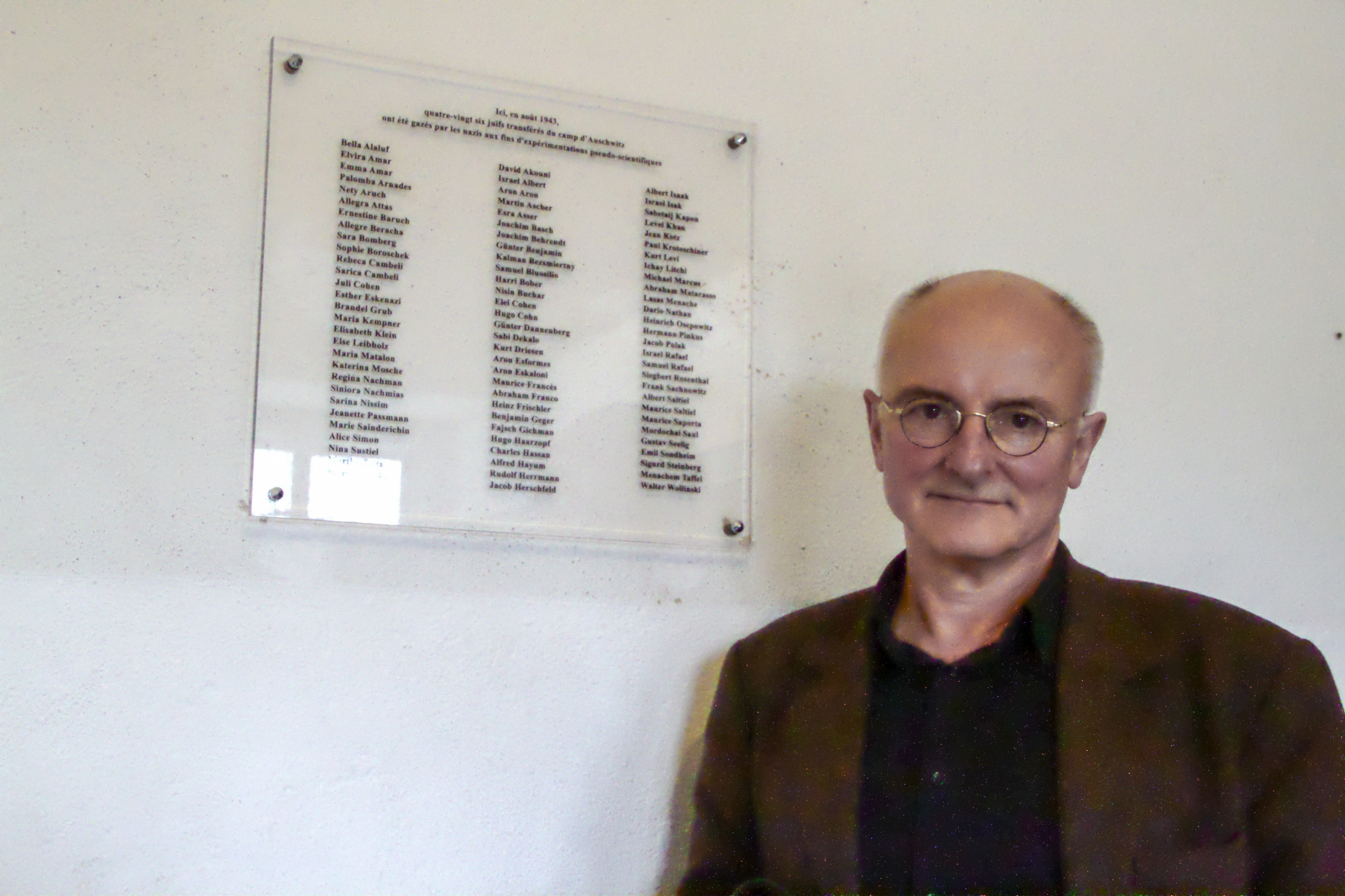
Hans-Joachim Lang au Struthof en 2013, devant la plaque des 86 noms de victimes qu’il a permis d’identifier.

Après avoir fait des études de germanistique et de politologie à l’Université de Tübingen, Hans-Joachim Lang devient rédacteur de la rubrique scientifique du quotidien Schwäbisches Tagblatt de Tübingen. À  cette occasion, il découvre l’histoire de l’anatomiste August Hirt et de sa collection de squelettes juifs de la Reichsuniversität de Strasbourg.
Il retrouve une liste, dressée secrètement par l’assistant d’anatomie Henri Henrypierre, des matricules des 86 Juifs déportés et gazés au camp de concentration de Natzwiller-Struthof pour ces expériences, ce qui lui permet après une longue enquête de redonner un nom à ces numéros,

## Distinctions
- 1989 : Wächterpreis der deutschen Tagespresse (de)[4]
- 2004 : Prix de la Fondation Auschwitz pour Die Namen der Nummern[4]
- 2008 : Médaille Leonhart Fuchs de la faculté de médecine de l'université Eberhard Karl de Tübingen[4]

## Publications

### Livres
- (de) Parteipressemitteilungen im Kommunikationsfluss politischer Nachrichten : e. Fallstudie über d. Einfluss politischer Werbung auf Nachrichtentexte, Lang, Frankfurt am Main ; Bern ; Cirencester/U.K., 1980, 193 p.  (ISBN 3-8204-6781-5) (texte remanié d'une thèse soutenue à Tübingen)
- (de) Die Namen der Nummern: Wie es gelang, die 86 Opfer eines NS-Verbrechens zu identifizieren(Les noms des numéros : comment on a réussi à identifier les 86 victimes d'un crime nazi). Hoffmann und Campe, 2004.  (ISBN 978-3455094640)
- (de) Als Christ nenne ich Sie einen Lügner. Theodor Rollers Aufbegehren gegen Hitler. Hoffmann und Campe, 2009.  (ISBN 3455501044).
- (de) Die Frauen von Block 10: Medizinische Versuche in Auschwitz. Hoffmann und Campe, 2011.  (ISBN 978-3455502220)
- Des noms derrière des numéros. L'identification des 86 victimes d'un crime nazi. Une enquête.  Préface de Johann Chapoutot. Postface de Georges Yoram Federmann. Presses universitaires de Strasbourg, 2018.  (ISBN 979-10-344-0012-6)

### Sélection d'articles
- (de) « Richard Schuh, Ihr Leben ist verwirkt! », in Zeit Online, 11 février 1999, no 7
- (de) « Skelette für Straßburg », in Zeit Online, 19 août 2004, no 35
- (de) « NS-Verbrechen Die Spur der Skelette », Spiegel Online, 6 janvier 2010.
- (de) « Ein Freund geblieben », in Zeit Online, 15 septembre 2013, no 37
- (de) « Theodor Eschenburg und die deutsche Vergangenheit. Die Enteignung Wilhelm Fischbeins – und was Theodor Eschenburg damit zu tun hat », in Indes, 2014, no 3, 1E, p. 145-155

### Documentaires
- Au nom de la science et de la race - Strasbourg 1941-1944, documentaire réalisé par Sonia Rolley, Axel et Tancrède Ramonet, durée 55 min. Production France 3 - Temps noirs, avril 2013.
- Le nom des 86, documentaire réalisé par Emmanuel Heyd et Raphael Toledano, durée 63 min. Production Dora Films sas - Alsace 20 - Télébocal - Cinaps TV, 2014.